# بيتر كولار
بيتر كولار (بالتشيكية: Petr Kolář)‏ (27 سبتمبر 1962 في تشيسكي بوديوفيتسه - ) سياسي، ودبلوماسي من التشيك.